# Кремпіни (Любуське воєводство)
Кремпіни (пол. Krępiny) — село в Польщі, у гміні Кшешиці Суленцинського повіту Любуського воєводства.
Населення — 226 осіб (2011).
У 1975-1998 роках село належало до Гожовського воєводства.

## Демографія
Демографічна структура станом на 31 березня 2011 року:
|          | Загалом | Допрацездатний вік | Працездатний вік | Постпрацездатний вік |
| -------- | ------- | ------------------ | ---------------- | -------------------- |
| Чоловіки | 123     | 25                 | 87               | 11                   |
| Жінки    | 103     | 17                 | 58               | 28                   |
| Разом    | 226     | 42                 | 145              | 39                   |